# 岩本清
岩本 清（いわもと きよし、1904年1月31日 - 1976年10月5日）は、日本の実業家。共同通信社元専務理事。東京都出身。

## 経歴・人物
1926年に東京帝国大学法学部を卒業し、国際通信社に入社した。
共同通信社渉外部長、編成局長などを経て、1959年12月から1966年3月までに専務理事を務めた。
電通取締役なども歴任した。1976年に勲一等瑞宝章を受章した。
1976年10月6日急性心不全のために死去。72歳没。